# Just Košuta
Just Košuta, slovenski gledališki igralec in režiser, * 28. oktober 1898, Križ pri Trstu, Avstro-Ogrska, † 28. september 1962, Trst, Italija.

## Življenje in delo
Rodil se je družini slovenskega kmeta Jožeta Košute. Mati mu je bila kmetica Marija Tence. Ljudsko šolo je obiskoval v rojstnem kraju, nemško gimnazijo pa je končal v Trstu. Po predčasni maturi leta 1915 se je povsem posvetil gledališču. Že kot dijak je sodeloval v domačem prosvetnem življenju. Skupaj s slikarjem Albertom Sirkom je v Sv. Križu zbral skupino mladih in z njimi nastopal v amaterskem gledališču. Istočasno je igral tudi pri Čitalnici pri Sv. Jakobu v Trstu. Njegovi vzorniki so bili Ignacij Borštnik, Anton Verovšek in Milan Skrbinšek. Po končani vojni je obiskoval dramsko šolo Milana Skrbinška, ki je v Trstu vodil Slovensko stalno gledališče (SSG). Po požigu gledališča je odšel v Maribor, kjer se je šolal pri Hinku Nučiču, ki ga je tudi angažiral za stalnega igralca. Leta 1923 se je vrnil v Trst in v Sv. Križu organiziral, igral ter pomagal kjer je bilo potrebno. Istočasno je študiral režijo v Dresdnu. V gledališki sezoni 1924/1925 je deloval pri Sv. Jakobu v Trstu ter istočasno obiskoval filmsko akademijo v Trstu. V letih 1925-1927 je vodil Ljudsko gledališče v Gorici ter igral, režiral in organiziral amaterske gledališke skupine v Gorici in okolici in istošasno prirejal tečaje gledališke režije. Ko so fašisti v Gorici požgali gledališče je odšel v Jugoslavijo. Tu je iz primorskih emigrantov ustanovil potujoči igralski skupini Soča in Istra ter z njima gostoval v raznih krajih po Sloveniji in Jugoslaviji, sam  igral, režiral ter tehnično vodil skupini do leta 1933, ko je bil sprejet v Kolaričevo opereto v Beogradu. V gledališki sezoni 1934/1935 je dobil mesto stalnega igralca v Mariboru, kjer je kot igralec in režiser ostal do leta 1941. V mariborskem obdobju je dosegel vrh svoje umetniške dejavnosti. Po kapitulaciji se je umaknil v Ljubljano in tu nastopal v gledališču. Leta 1943 je nekaj časa preživel v fašističnem zaporu. Maja 1945 mu je nova oblast dala pooblastilo, da odide v Trst in tam organizira gledališče. Tako je 1945 na novo organiziral Slovensko stalno gledališče in bil do 1947 njegov tajnik. V jeseni 1945 je nastopil v vlogi Hlapca Jerneja (Ivan Cankar, Hlapec Jernej in njegova pravica), spomladi 1946 je ob 25-letnici delovanja SSG v Trstu nastopil v Borovi tridejanki Raztrganci. Nastopal je tudi v radijskih igrah ter pomagal okoliškim društvom in dramskin skupinam. Ob kominformu leta 1948 je zapustil SSG in ustanovil Ljudski oder, s katerim je priredil nekaj nastopov. V tem času je bil na listi Komunistične partije Italije izvoljen za občinskega odbornika v Trstu. V sezoni 1956/1957 seje vrnil v SSG in bil njegov član do avgusta 1961, ko se je upokojil.
Košuta je bil karakteren igralec s smislom za humor in grotesko, bil je ljudski umetnik, zvest gledališču, zanj živel, delal pa tudi pisal. Napisal je naslednje igre: Kriški ribiči, Lov na tune, Med trgatvijo in V kriški osmici.